# مايكل دي لييو
مايكل دي لييو (بالهولندية: Michael de Leeuw)‏ (7 أكتوبر 1986 في هولندا - ) هو لاعب كرة قدم هولندي في مركز الهجوم. لعب مع دي غرافشاب ونادي غرونينغن ونادي فيندام.

## وصلات خارجية
- مايكل دي لييو على موقع الدوري الأمريكي (الإنجليزية)
- مايكل دي لييو على موقع قاعدة بيانات كرة القدم.إي يو (الإنجليزية)
- مايكل دي لييو على موقع بيانات كرة القدم. دي إي (الألمانية)
- مايكل دي لييو على موقع Soccerbase.com (لاعب) (الإنجليزية)
- مايكل دي لييو على موقع Soccerway.com (الإنجليزية)
- مايكل دي لييو على موقع عالم كرة القدم.نت (الإنجليزية)
- مايكل دي لييو على موقع AS.com (الإسبانية)